# Kościół obronny

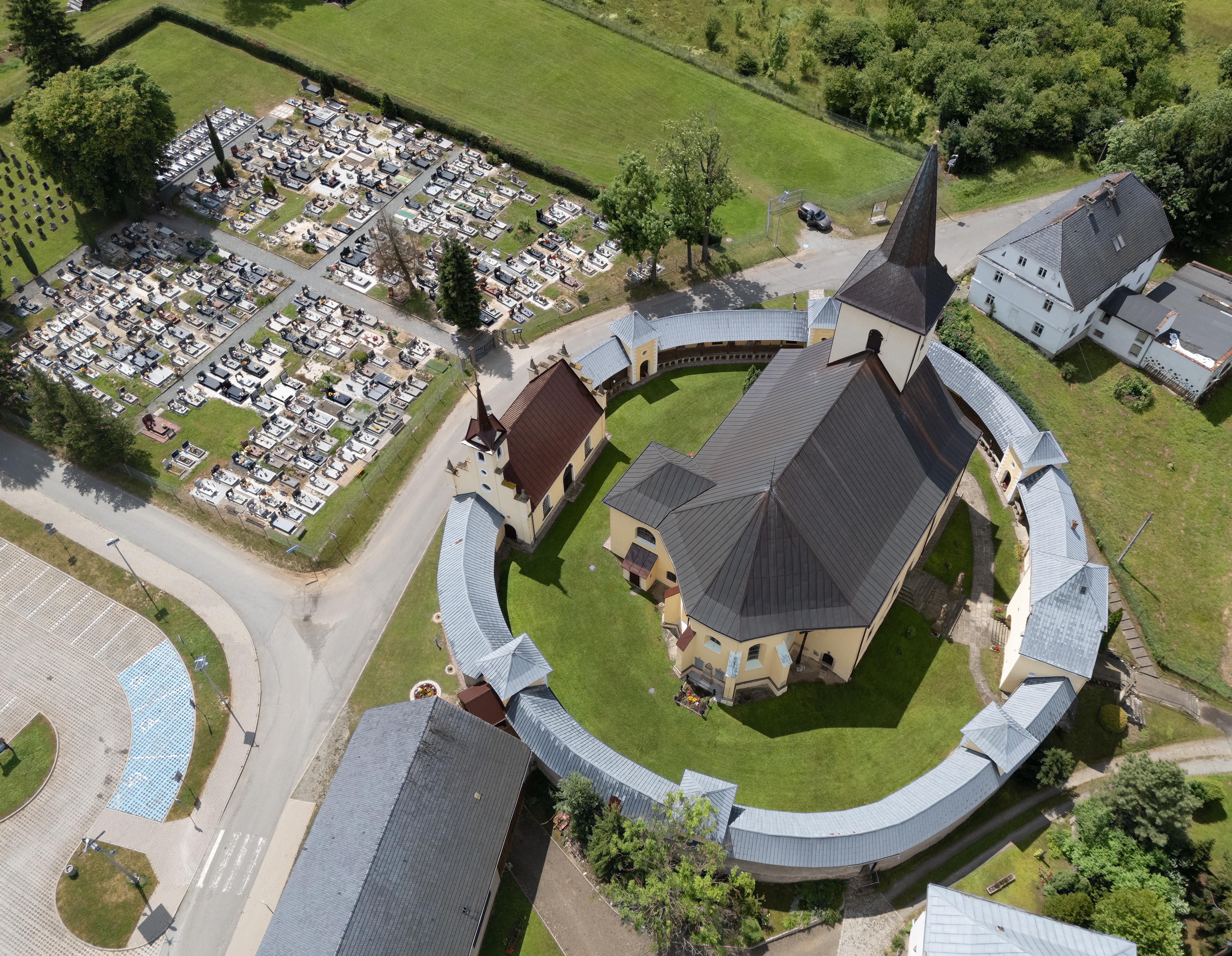
Kościół obronny św. Katarzyny Aleksandryjskiej w Starym Wielisławiu

Kościół obronny lub warowny (także: cerkiew, zbór, synagoga itd.) – budowla sakralna, której podczas wznoszenia nadano cechy militarne, umożliwiające w razie potrzeby długotrwałą obronę dzięki grubym murom, wyposażeniu w górnych kondygnacjach w strzelnice, niewielkim oknom, które także można było łatwo zamienić w otwory strzelnicze itd. Kościoły mogły być też dodatkowo otaczane budowlami o charakterze obronnym (wałami) i wyposażenie już istniejących murów w urządzenia obronne jak obronne bramy, bastiony itp.). Budowle o tym charakterze występowały zarówno jako uzupełnienie fortyfikacji miast, klasztorów, jak i jako samodzielne punkty oporu. Powstawały od wczesnego średniowiecza aż po XVII – XVIII wiek.
Budowle religijne (w tym kościoły) były otaczane dziełami obronnymi, bez naruszania zasadniczej formy pierwotnego budynku; samym budynkom przydawano instalacje obronne; bądź czyniono jedno i drugie. Wszystkie te formy inkastelacji były działaniem wtórnym; natomiast najbardziej typowe kościoły obronne były inkastelowane pierwotnie, czyli od samego początku przygotowane były do pełnienia także funkcji obronnych, poza sakralnymi.
Prawdopodobnie w Europie Środkowej i Skandynawii większość wczesnych kościołów miała charakter obronny, o czym może świadczyć sama etymologia polskiego słowa kościół, wywodzącego się ostatecznie z łacińskiego terminu castellum oznaczającego „zamek” (por. kasztel). Dotyczyło to zarówno murowanych kościołów romańskich, gotyckich czy renesansowych, jak i kościołów drewnianych, także z epok późniejszych. W ich przypadku charakter obronny posiadała zazwyczaj wolno stojąca dzwonnica, często wyposażona w hurdycje.
Nierzadko kościoły i kościelne zespoły warowne posiadały bardzo zaawansowane, jak na swój czas i miejsce, urządzenia obronne. Przykładowo, w Polsce, wieża jako element obronny (wieża obronna i związany z nią obronny system wieżowy) został wprowadzona najpierw za pośrednictwem romańskich kościołów. Innym przykładem z ziem polskich bardzo nowoczesnej formy jest oktagonalna baszta w zespole katedry fromborskiej. Fromborski zespół katedralny jest prawdopodobnie najświetniejszym przykładem zachowanej w Polsce kościelnej warowni.
W średniowiecznej Europie kościoły warowne często pełniły rolę schronienia dla ludności zamieszkującej tereny słabiej zaludnione, podobną funkcję w wielu regionach pełniły także warowne cmentarze i ufortyfikowane klasztory, budowane od Francji i Niemiec po ziemie ruskie Rzeczypospolitej.
Według jednego ze spisów, w Polsce znajduje się 17 średniowiecznych kościołów obronnych. Przykładowe kościoły tego typu w Polsce (tak współczesnej, jak historycznej) to m.in.: Kolegiata w Tumie, Kościół św. Andrzeja w Krakowie, bazylika w Czerwińsku, kościół NMP w Inowrocławiu, kościół św. Mikołaja w Żarnowie, kościół św. Mikołaja w Bóbrce (dzisiejsza Ukraina) czy kościół św. Jana Chrzciciela w Prandocinie. Ślady dawnych fortyfikacji, najczęściej w postaci murów i wież otaczających przebudowany w późniejszych wiekach kościół, zachowały się także m.in. w opactwie Benedyktynów w Tyńcu, klasztorze w Mstowie, bazylice w Przeworsku, kościele św. Mikołaja i Stanisława biskupa w Jarosławiu, a także w postaci zrujnowanego kościoła Wniebowzięcia NMP w Buszczu oraz, odbudowanego po II wojnie światowej, kościoła św. Wawrzyńca w Kleczkowie.
Na dzisiejszej Białorusi zachowało się przynajmniej czternaście świątyń obronnych, m.in. cerkiew troicka w Białej Cerkwi, kościół św. Michała Archanioła w Gnieźnie, Kościół Wniebowzięcia NMP w Derewnie, dawny zbór kalwiński w Zasławiu, Kościół Trójcy Przenajświętszej w Iszkołdzi, Kościół św. Jana Chrzciciela w Komajach, Cerkiew Narodzenia Matki Bożej w Murowance, sobór Świętych Borysa i Gleba w Nowogródku, ruiny zboru kalwińskiego w Kuchcicach, kościół św. Michała Archanioła w Smorgoniach, cerkiew św. Michała Archanioła w Synkowiczach i kościół Świętej Trójcy w Czarnawczycach.
Około stu ufortyfikowanych kościołów i klasztorów istniało także w Wielkiej Brytanii, głównie na pograniczu angielsko-szkockim i angielsko-walijskim, jednak tylko niewielka część z nich zachowała się do współczesności.

## Galeria

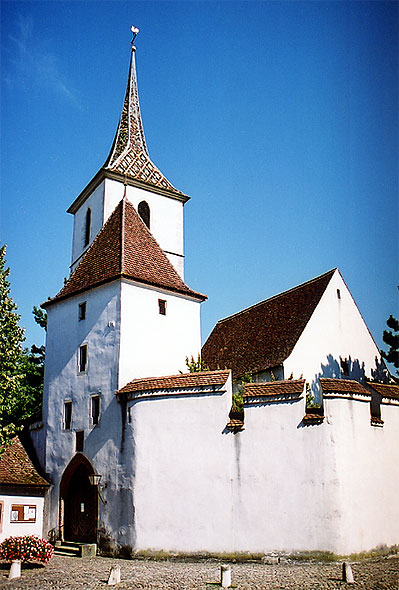
Muttenz, Szwajcaria
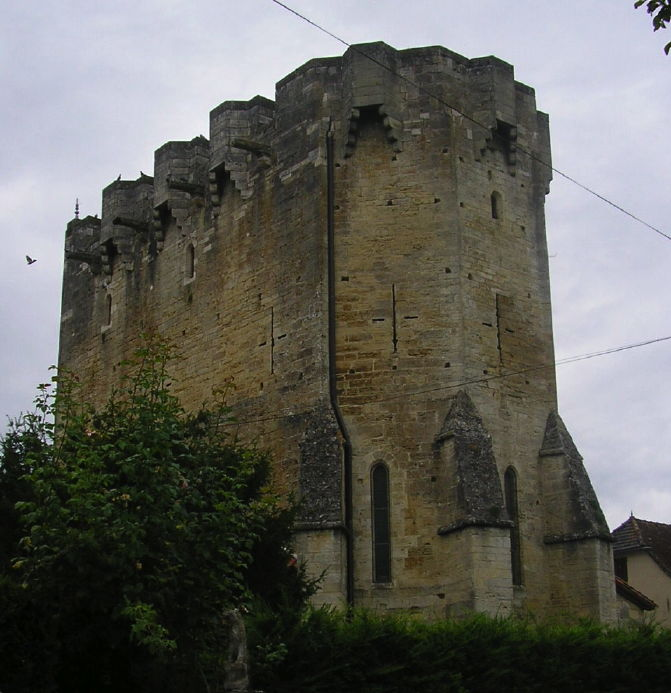
Rudelle, Francja
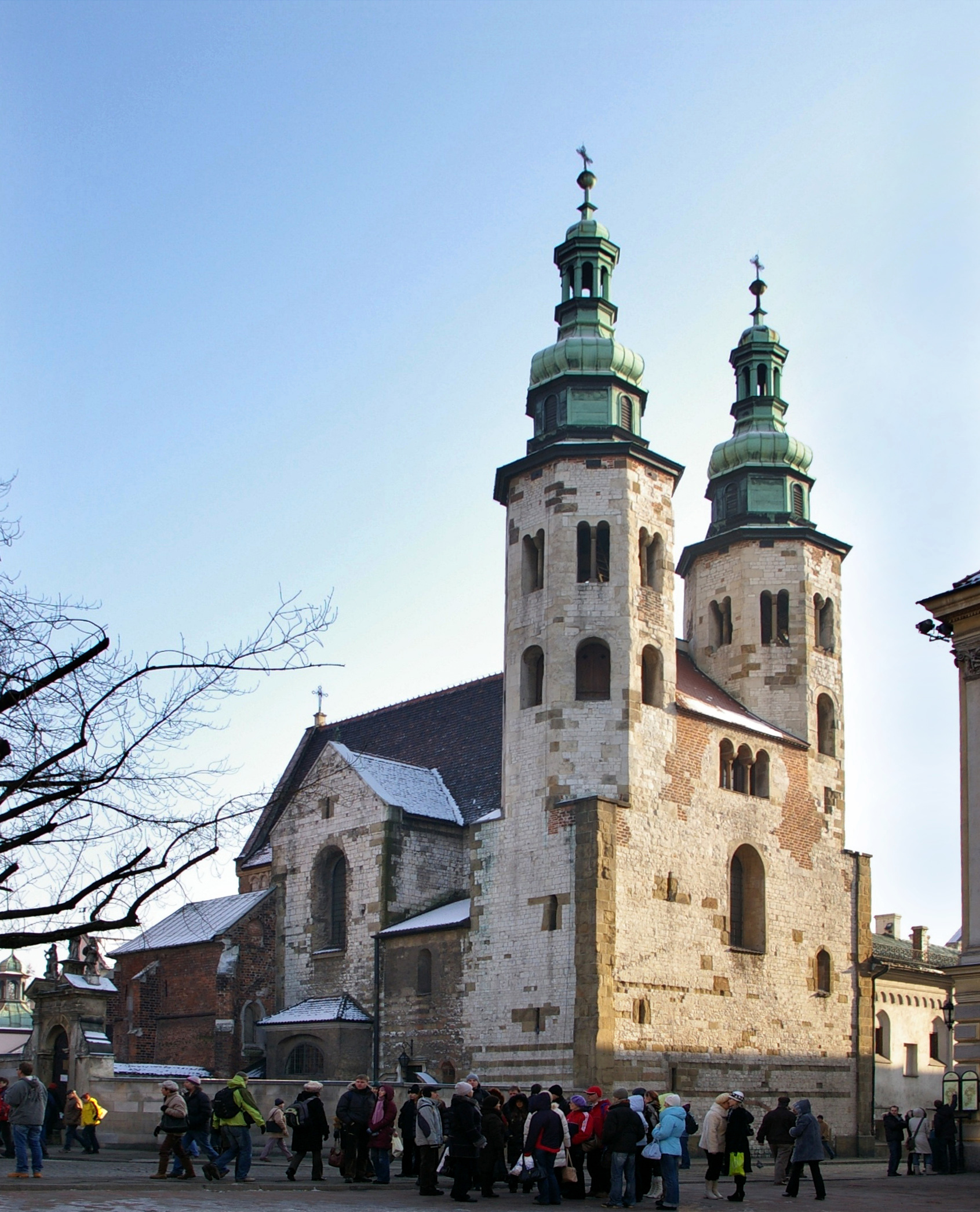
Kościół św. Andrzeja w Krakowie
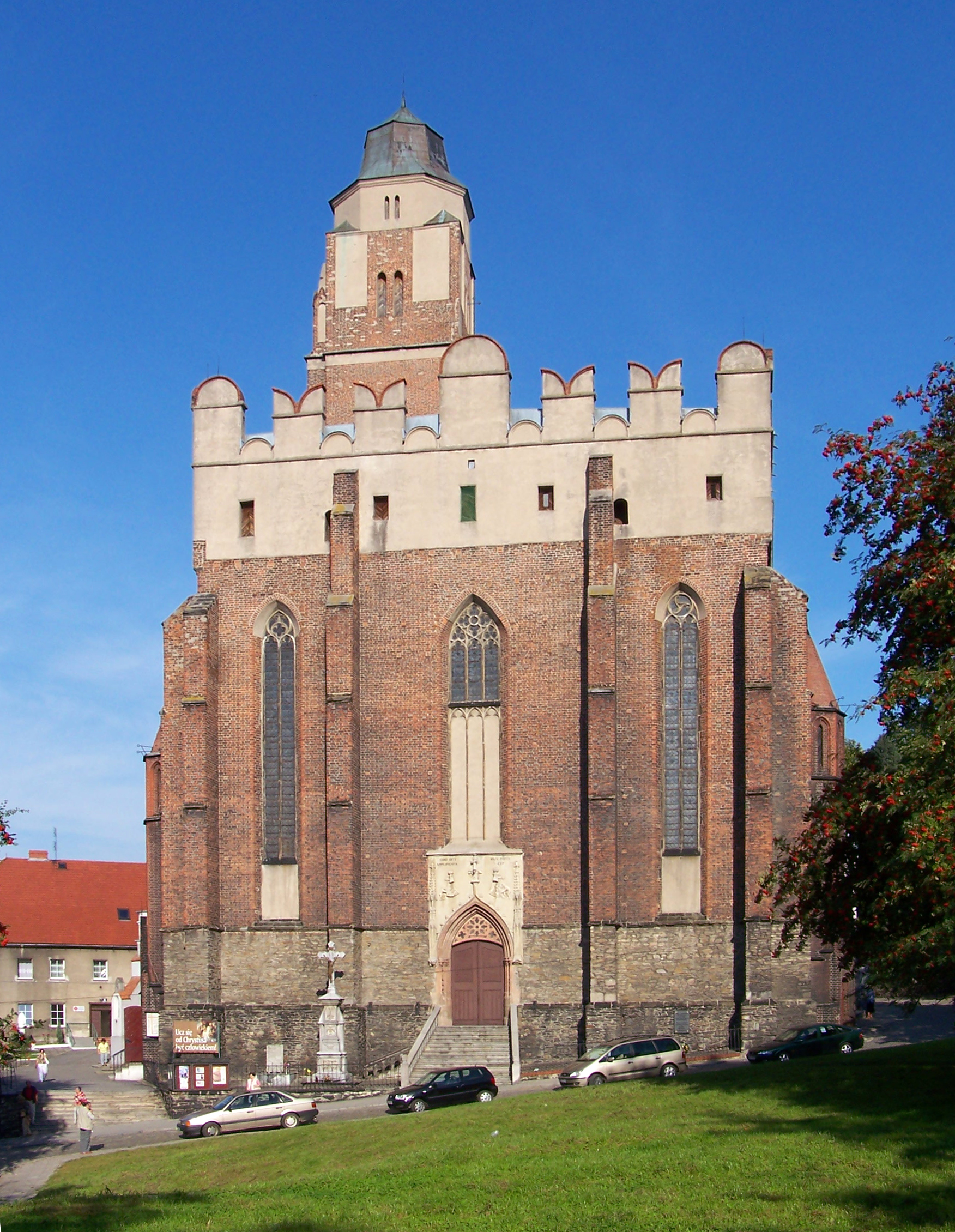
Kościół św. Jana Ewangelisty w Paczkowie
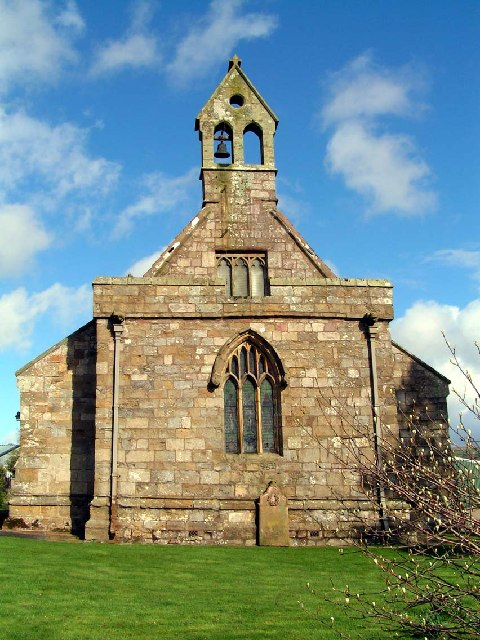
Kościół Wszystkich Świętych w Boltongate, Anglia
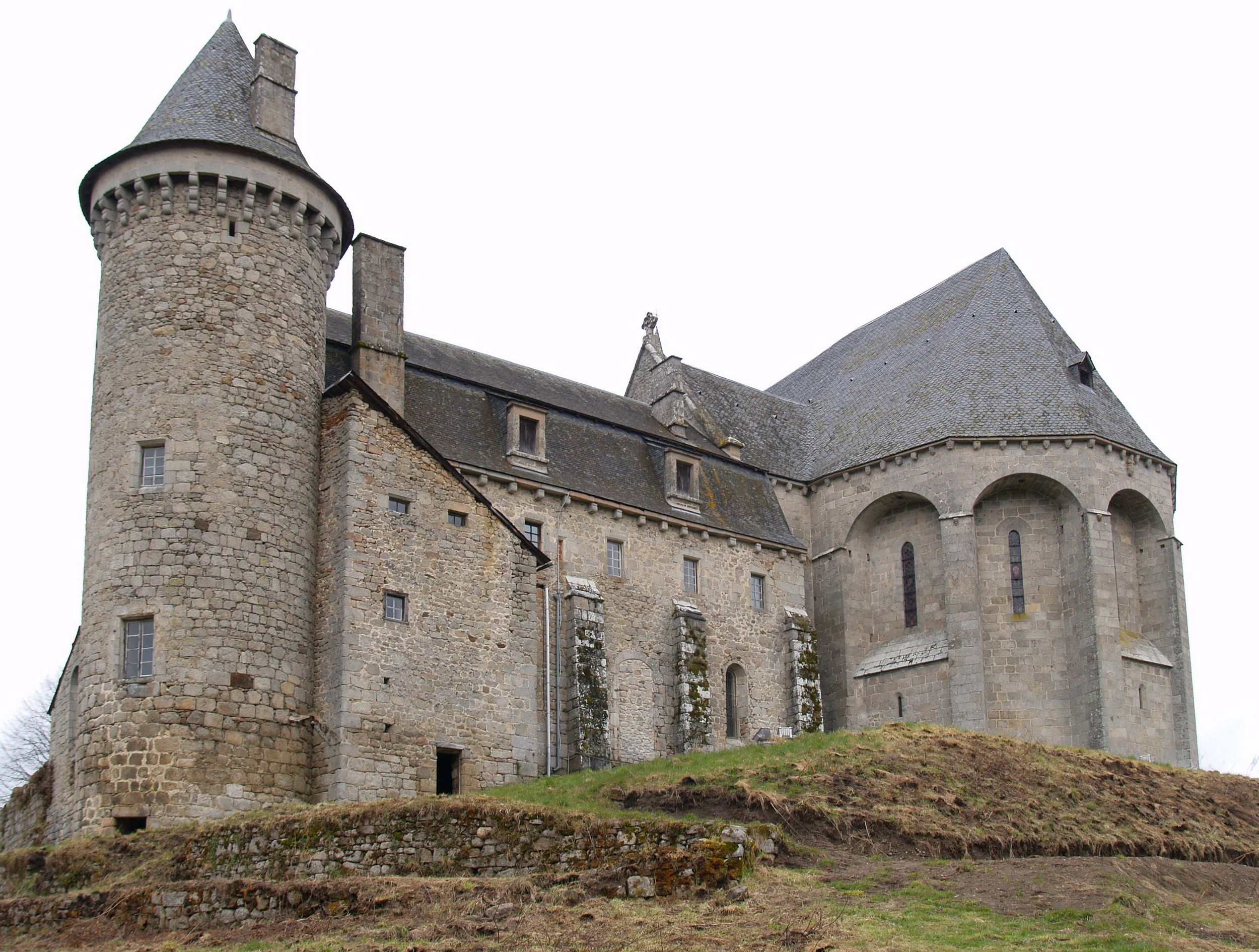
Saint-Angel, Francja.
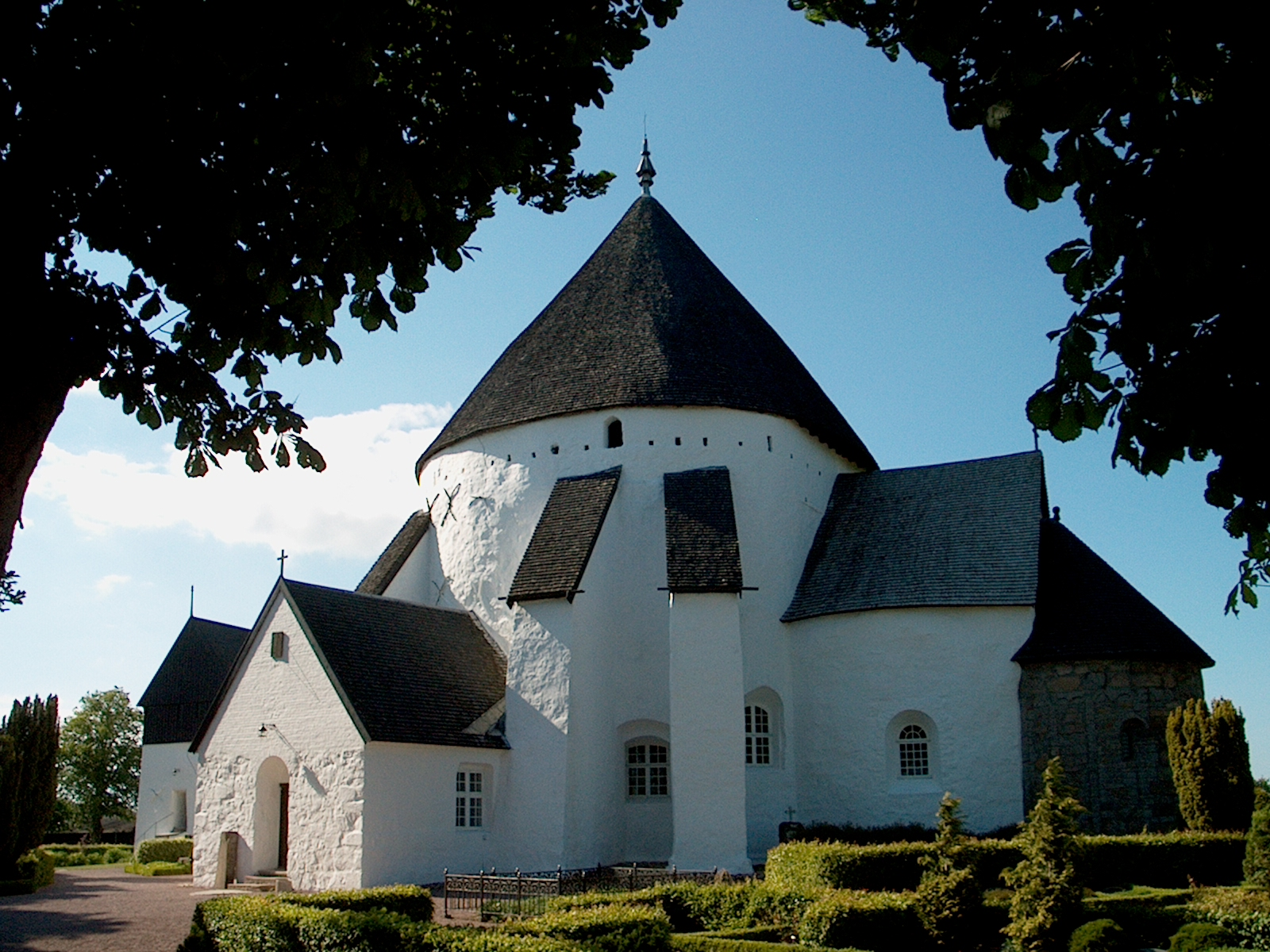
Østerlars na Bornholmie, Dania
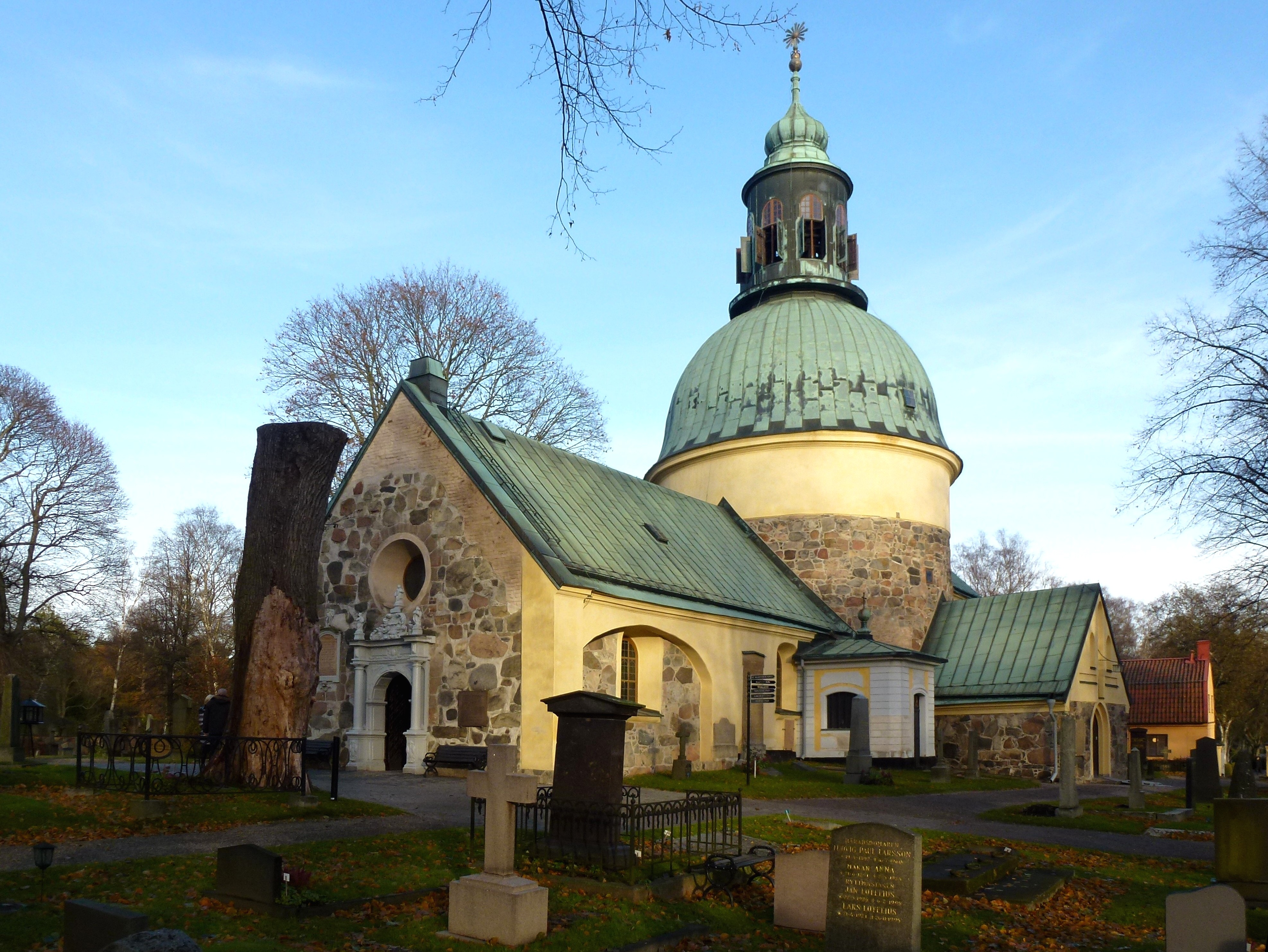
Solna koło Sztokholmu, Szwecja
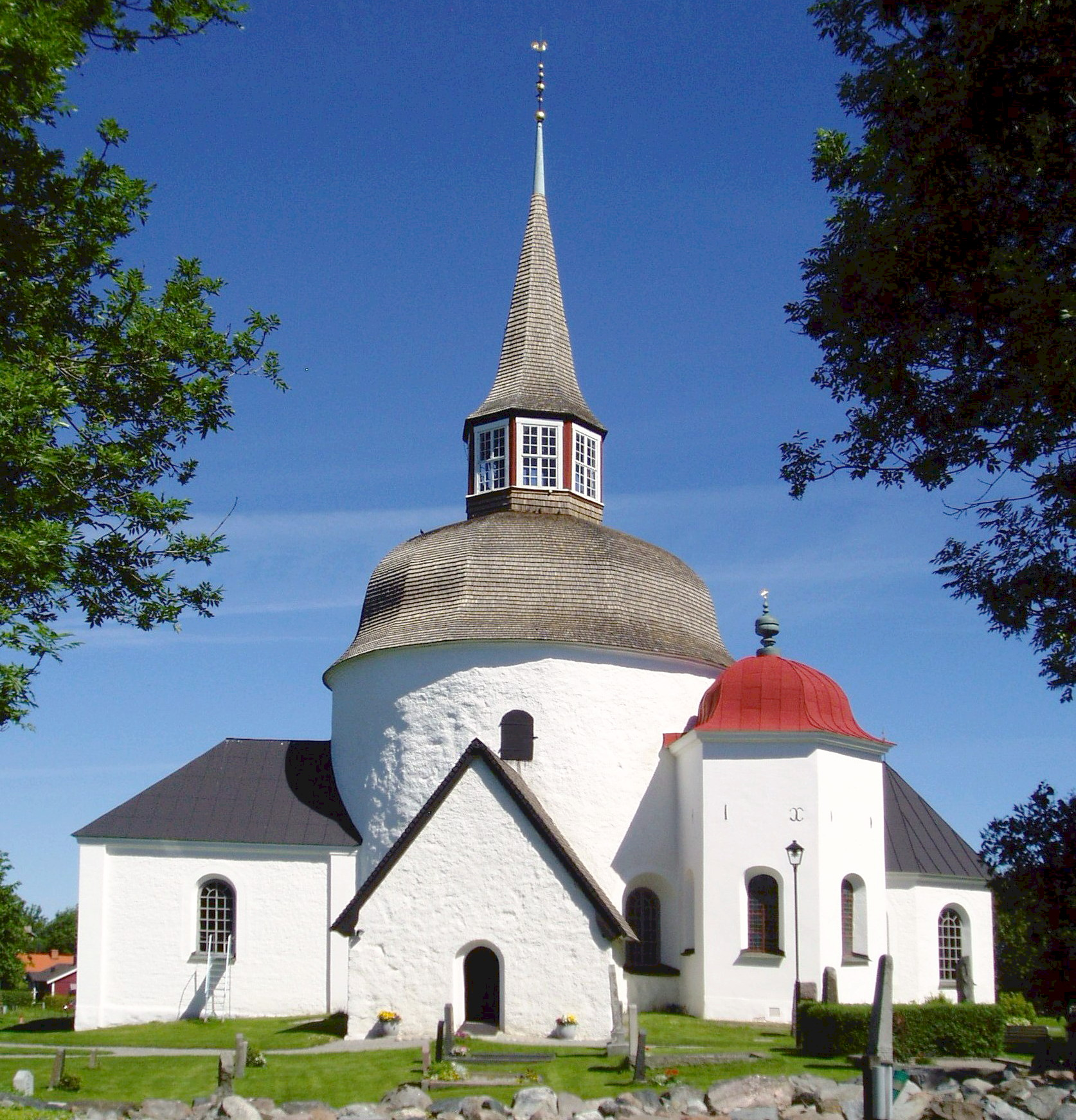
Munsö, Szwecja
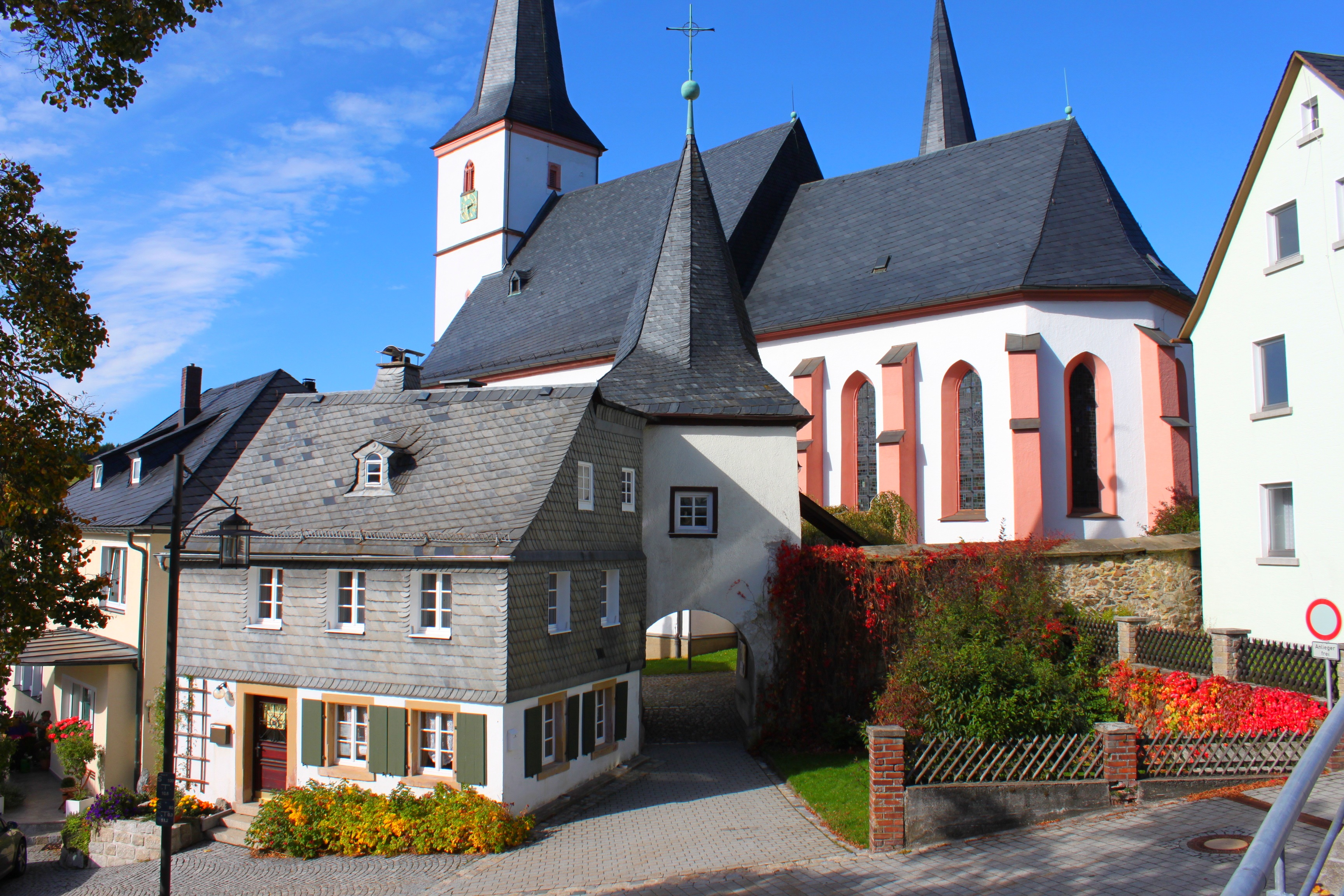
Grafengehaig, Bawaria
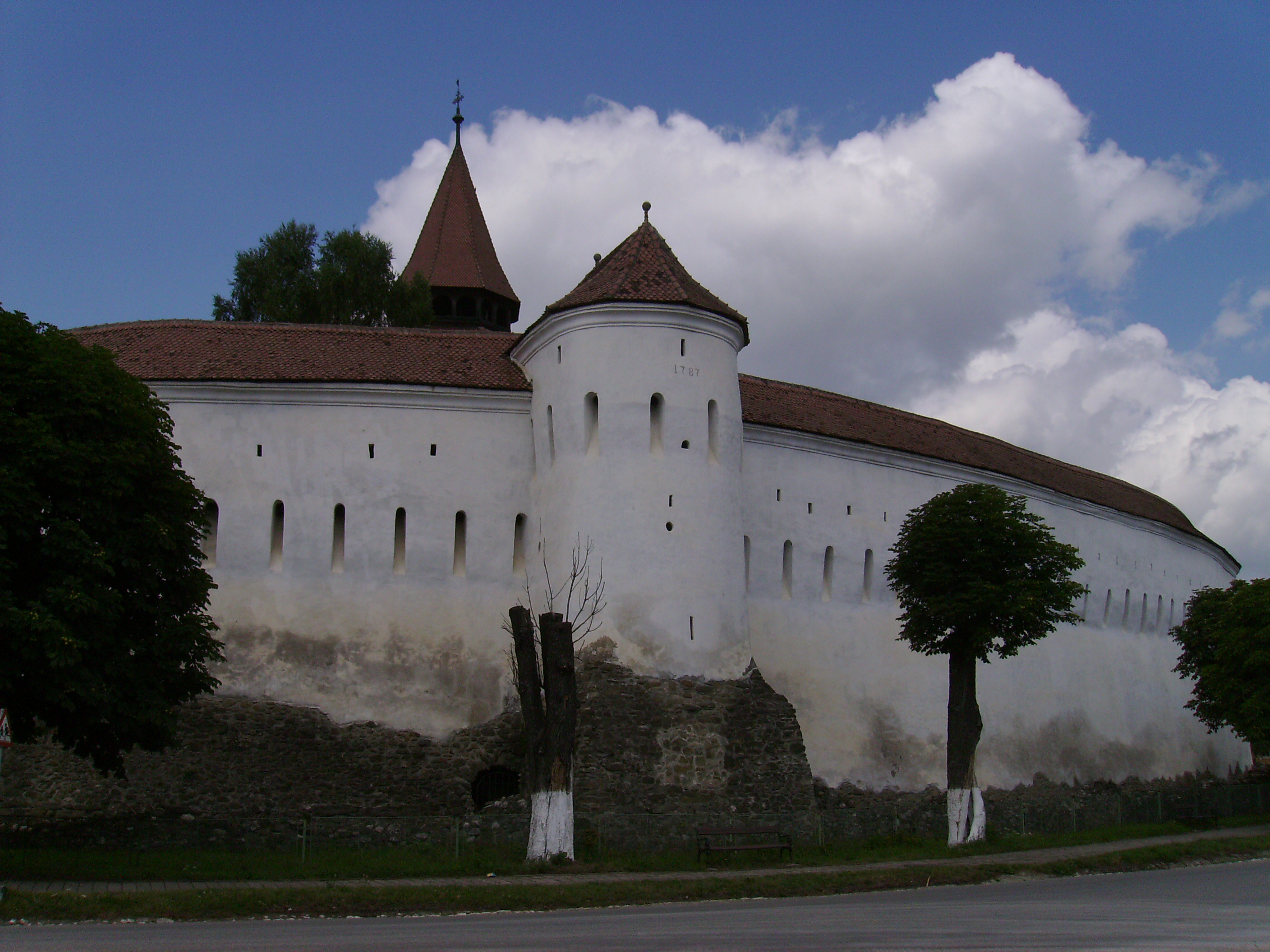
Prejmer, Rumunia
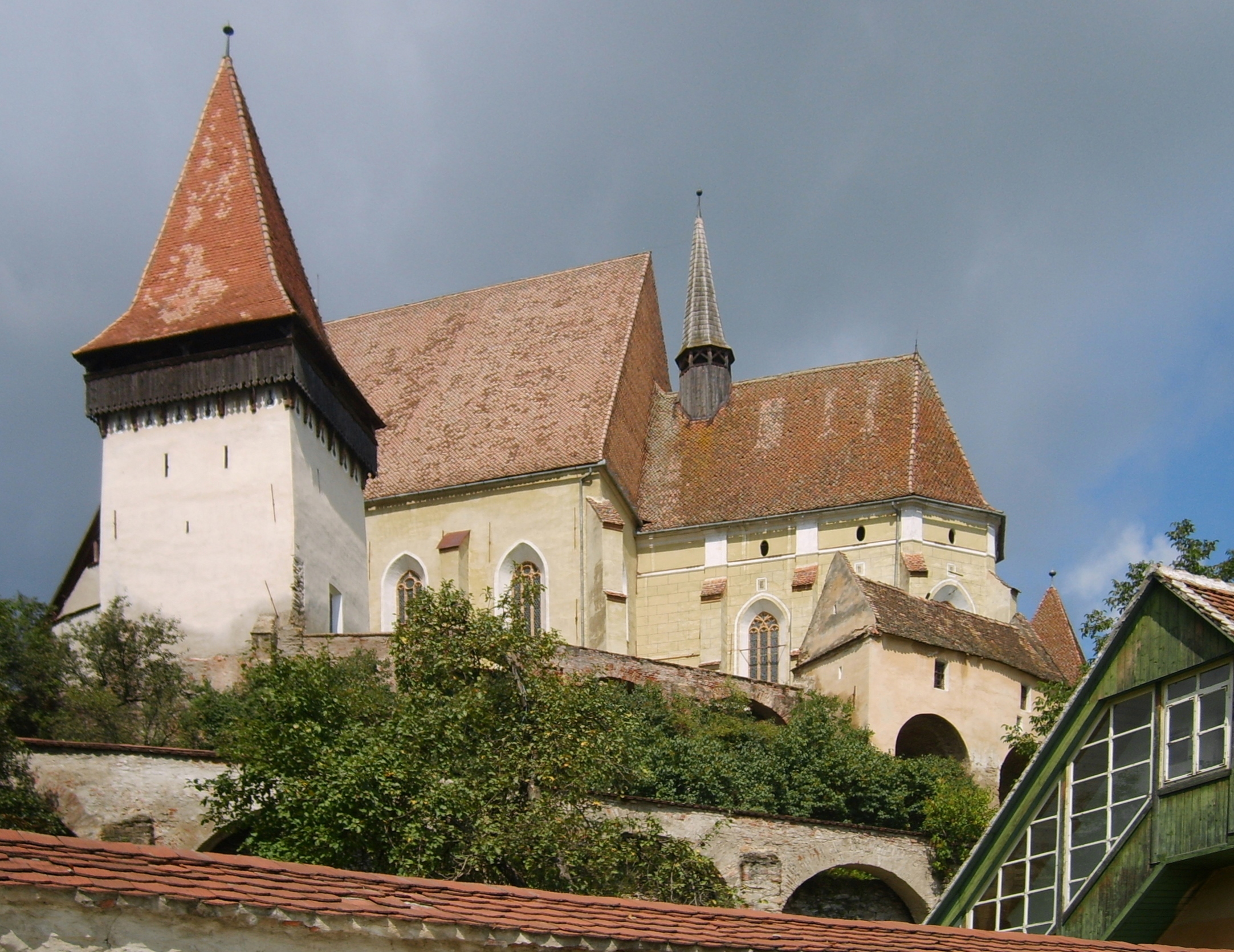
Biertan, Rumunia
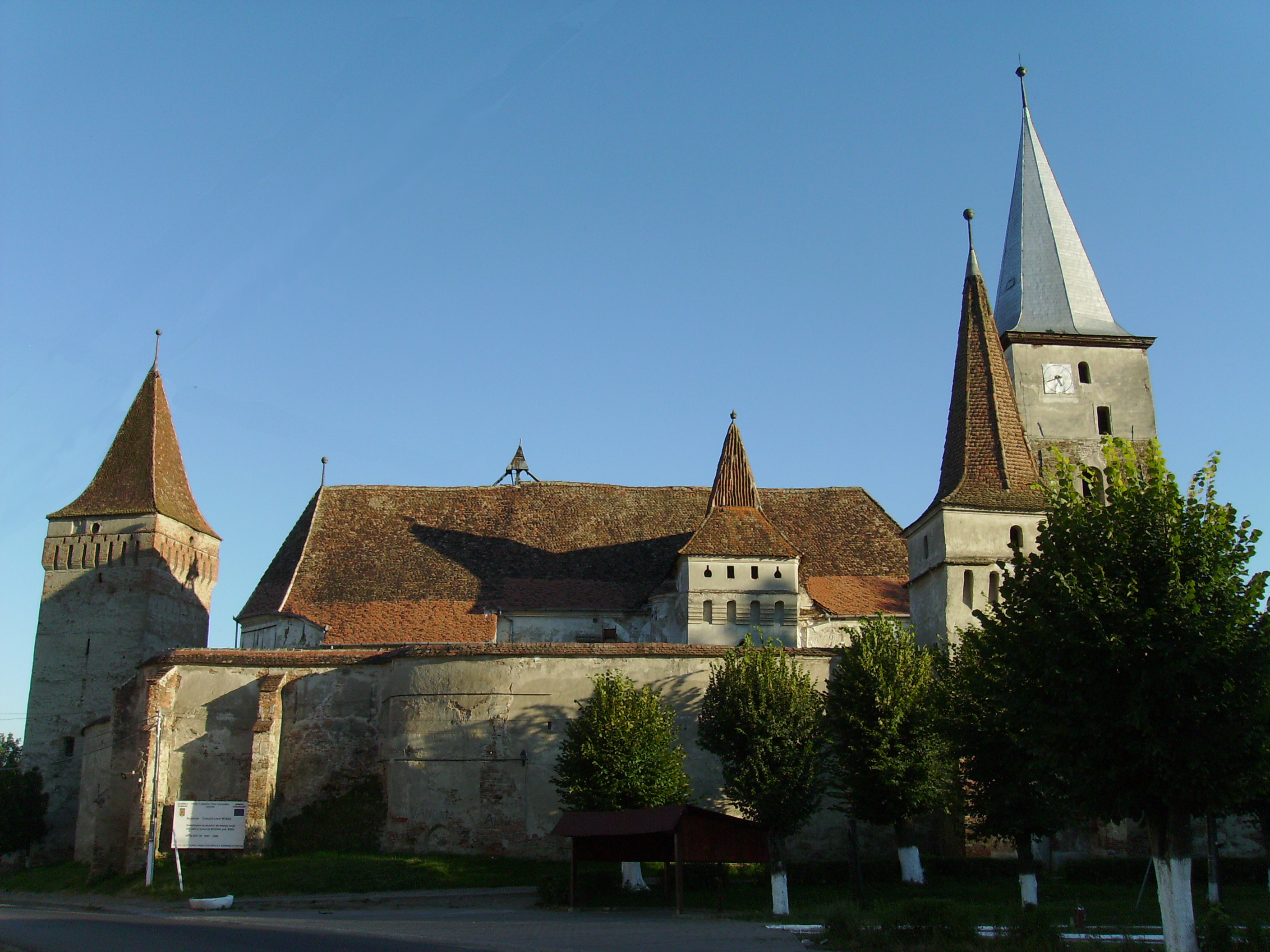
Moșna, Rumunia
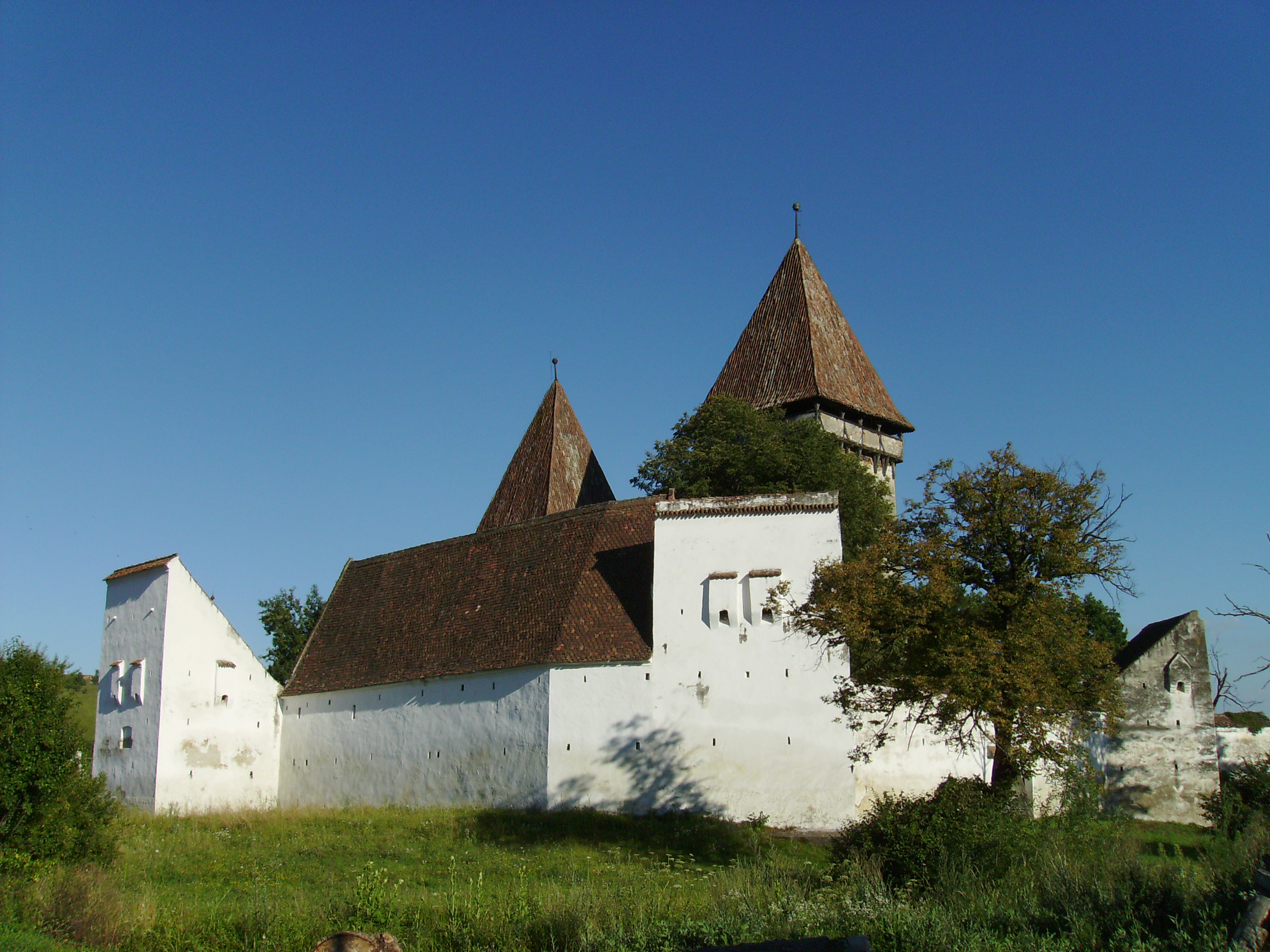
Dealu Frumos w Rumunii
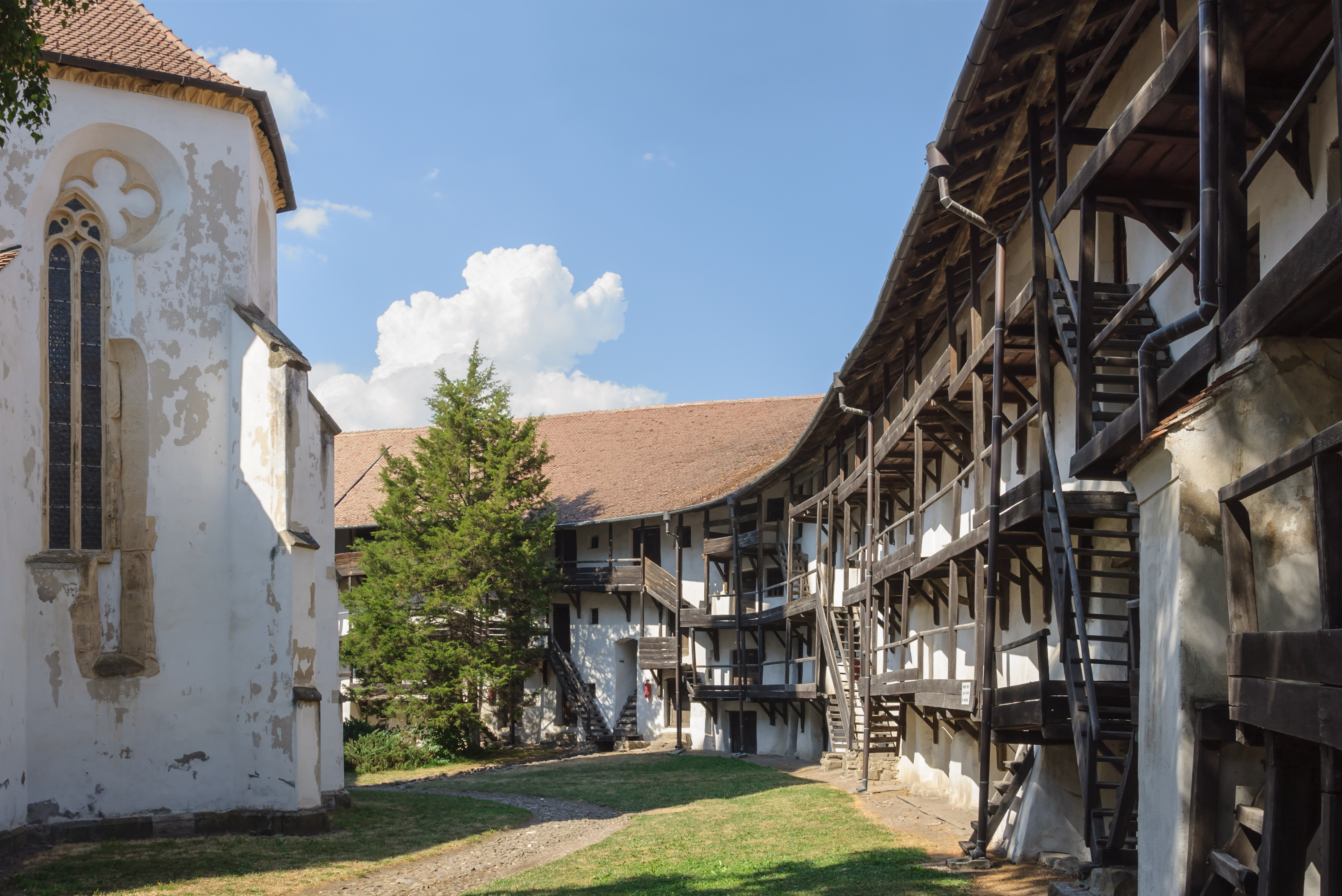
Prejmer, Rumunia
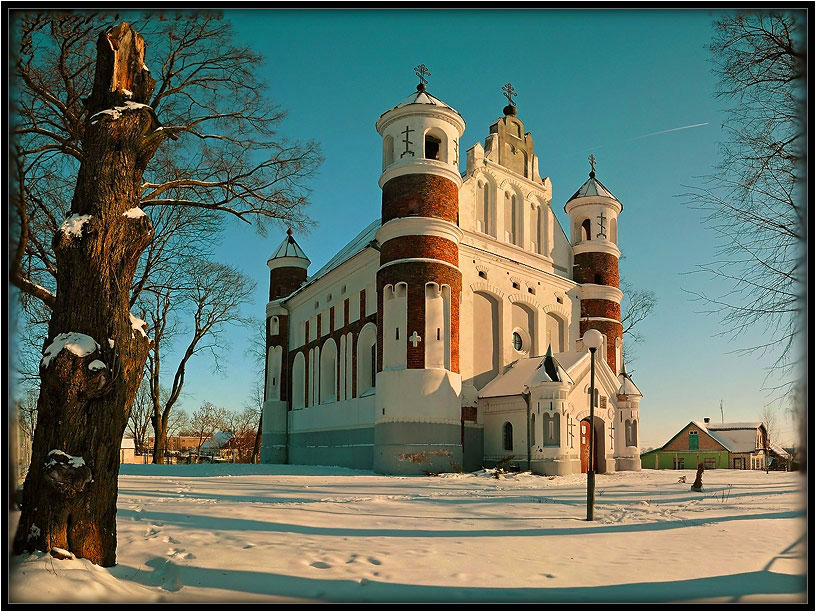
Murowanka, Białoruś
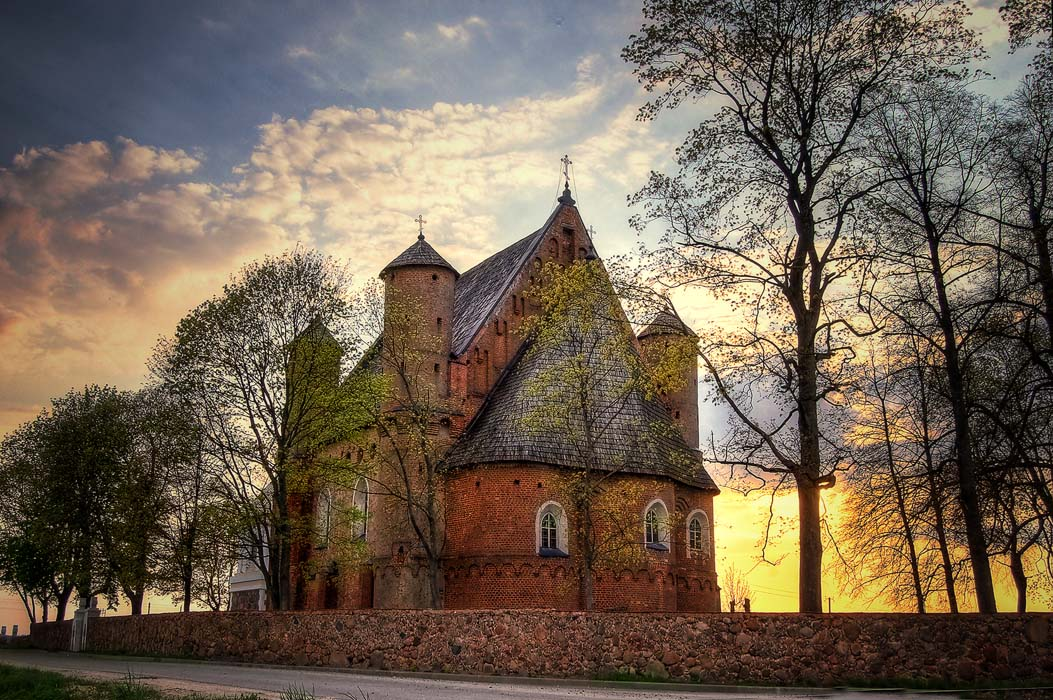
Synkowicze, Białoruś
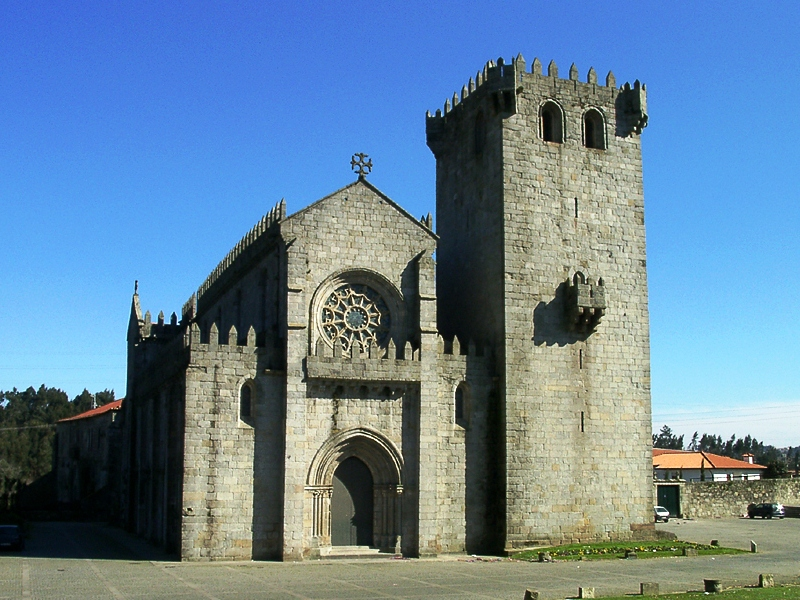
Leça do Balio, Portugalia
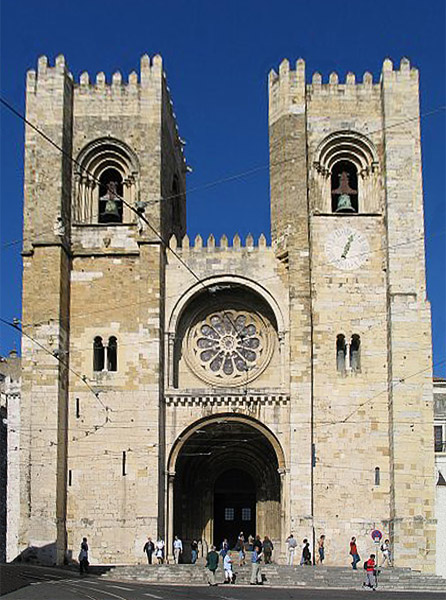
Katedra Sé w Lizbonie, Portugalia
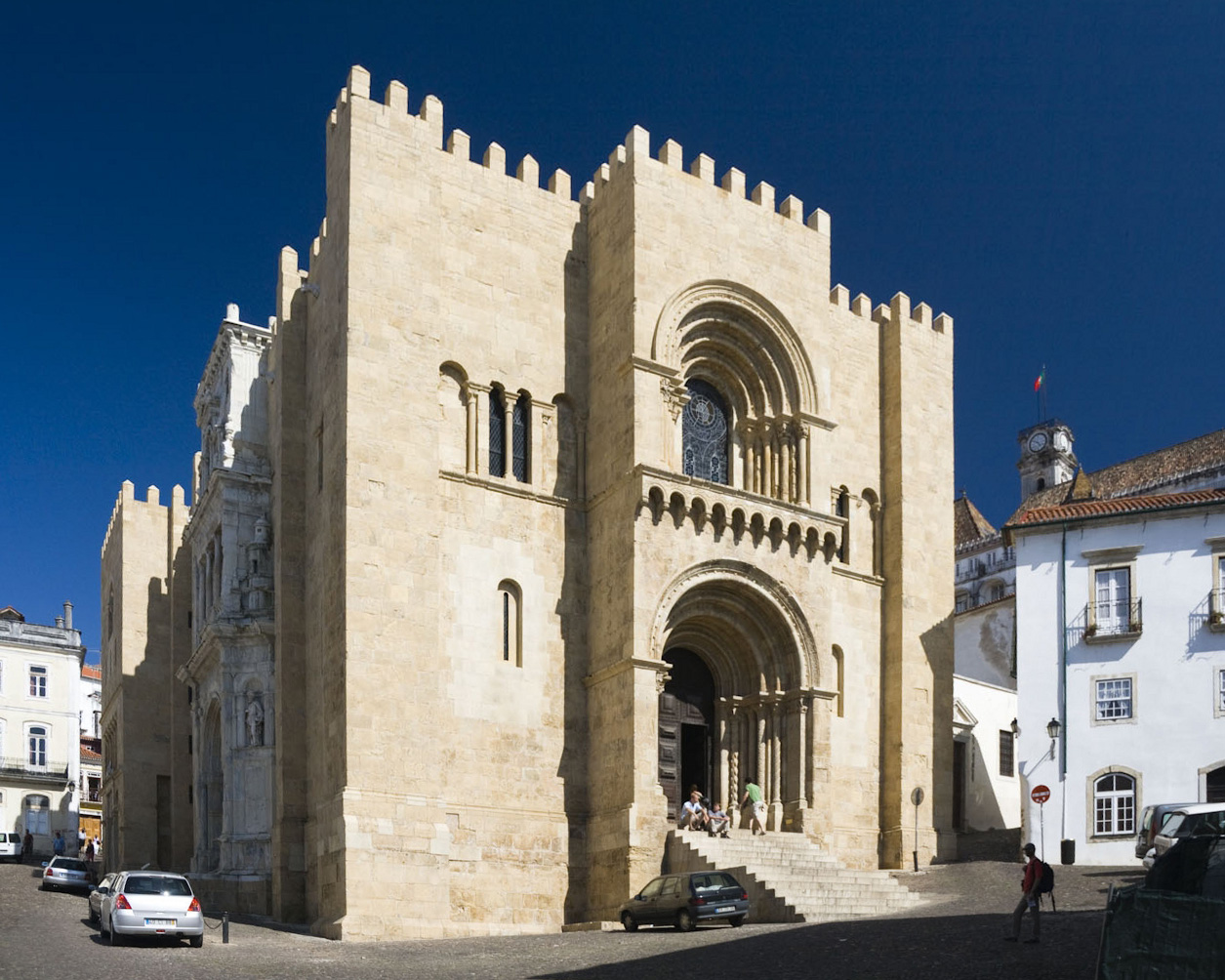
Stara Katedra w Coimbrze, Portugalia
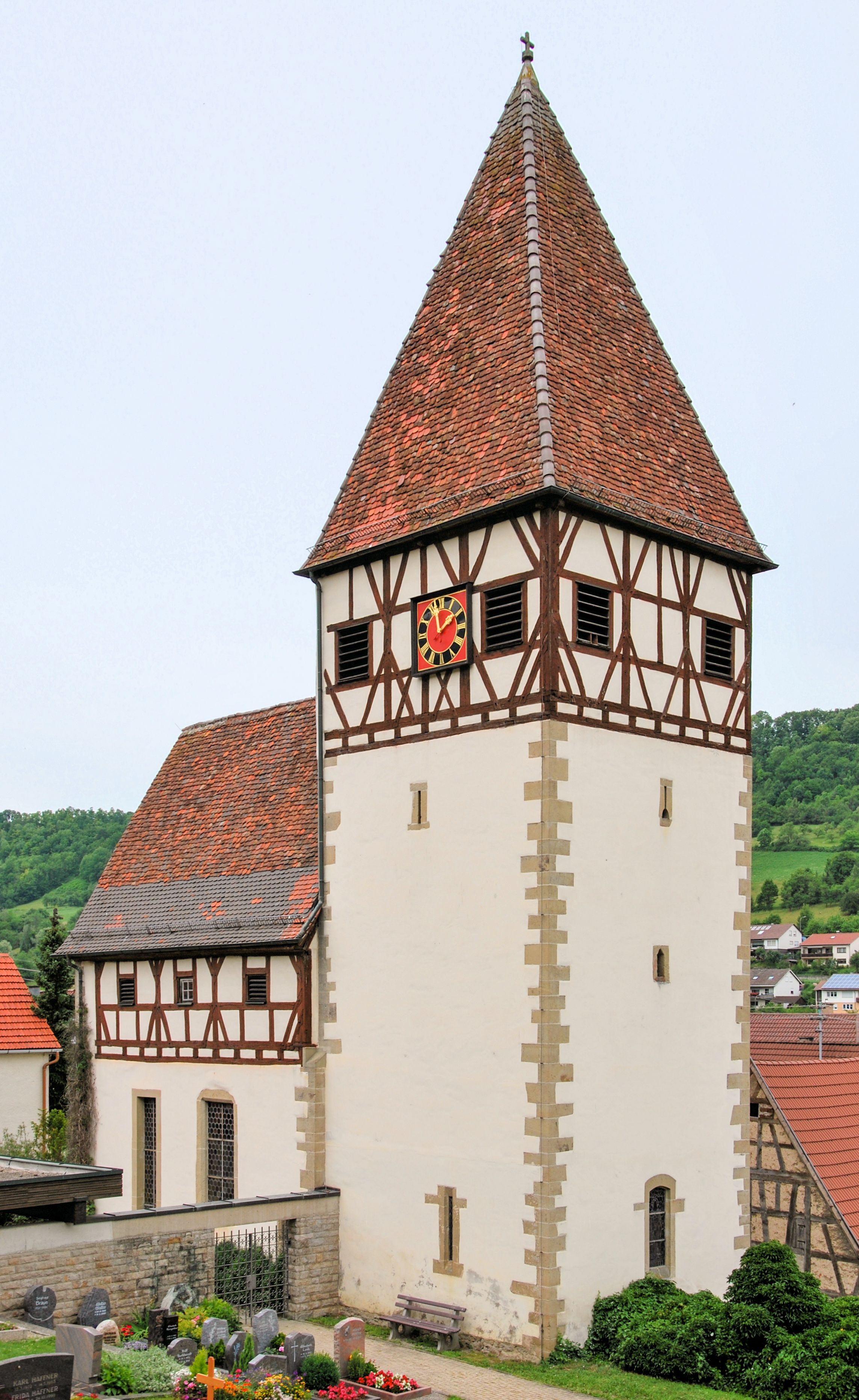
Kościół św. Albana i Wendelina, Künzelsau, Niemcy
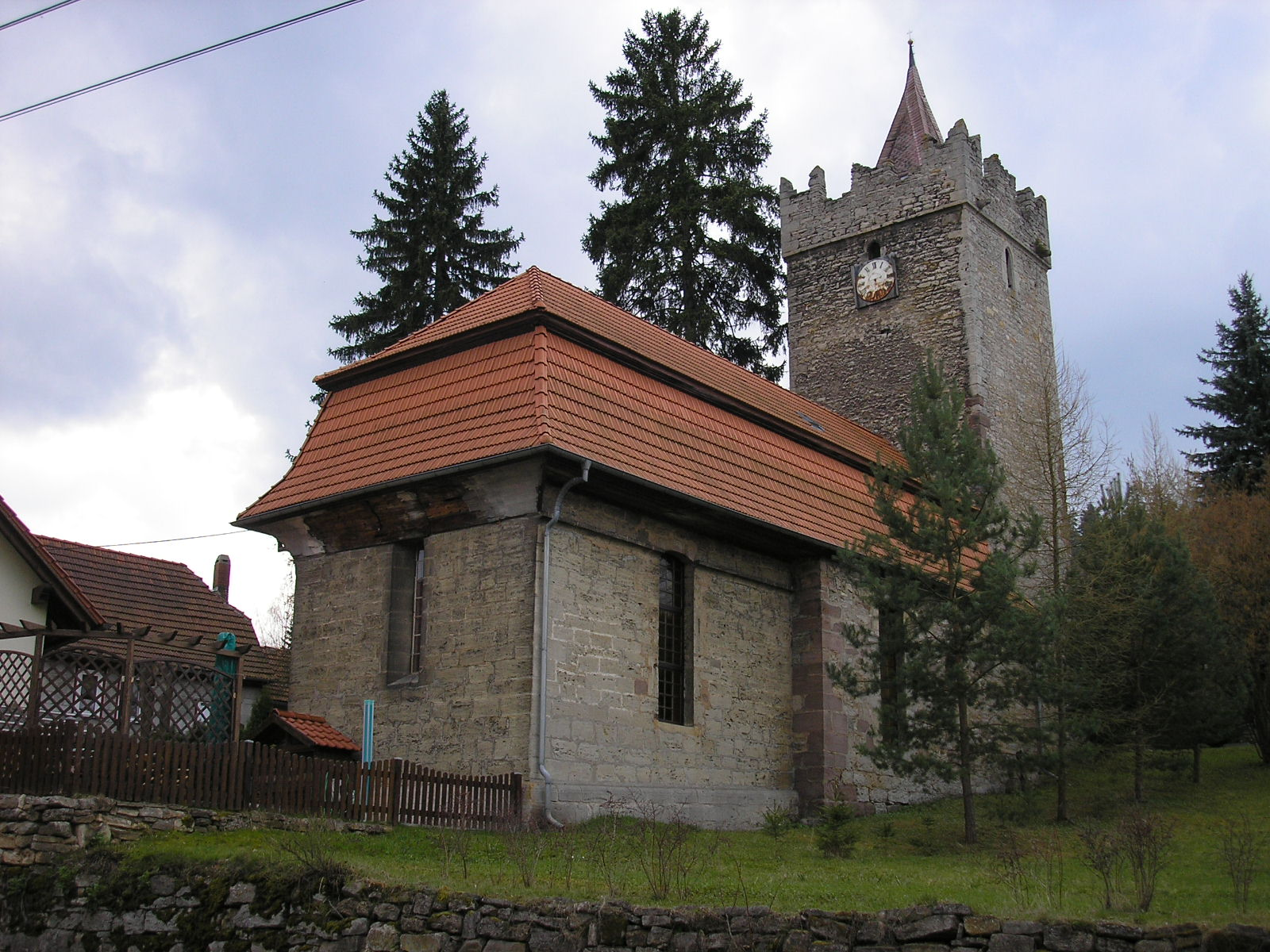
Kleinbreitenbach, Niemcy
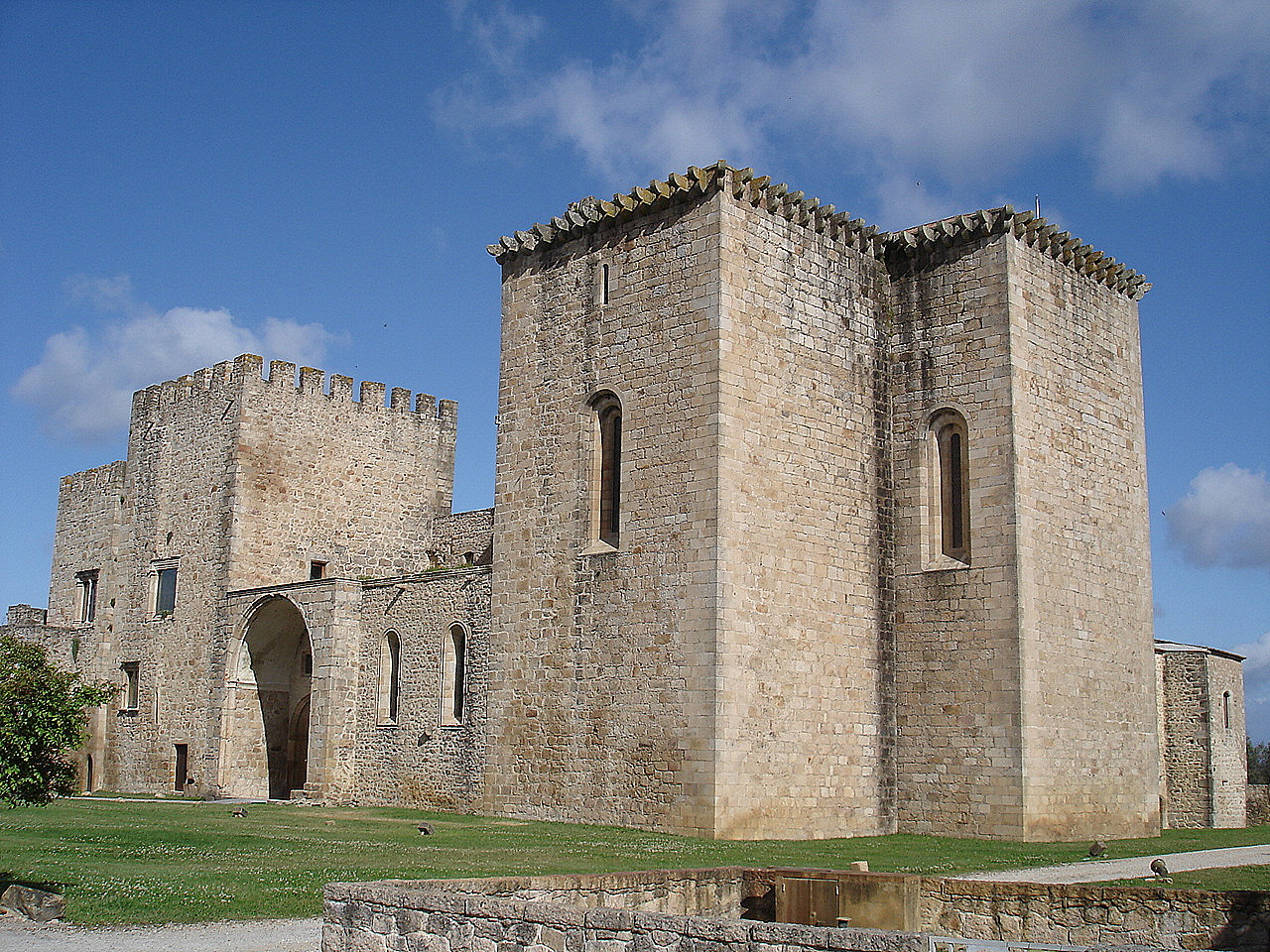
Flor da Rosa, Portugalia
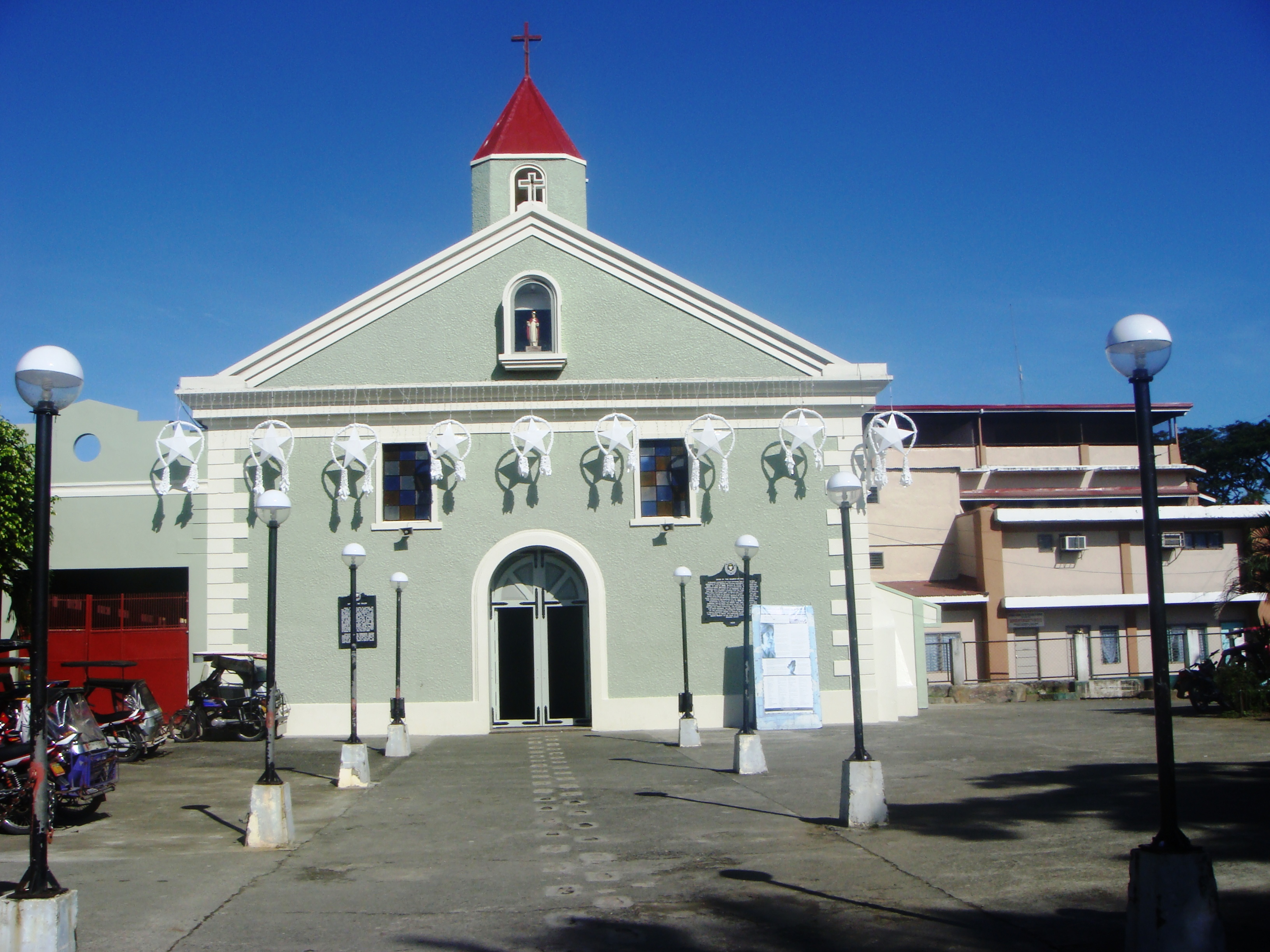
Kościół św. Ludwika w Baler na Filipinach.